# T12

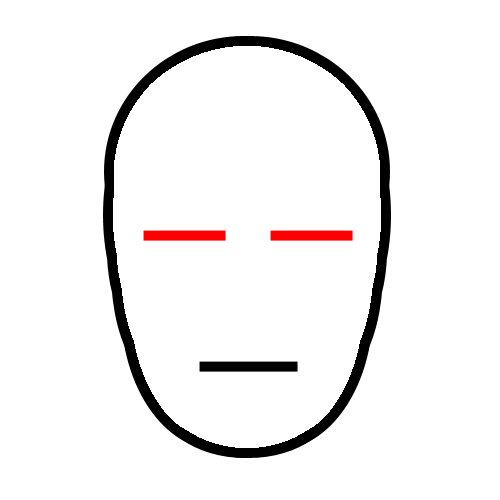
Символ категории

T12 — категория, в которой выступают легкоатлеты на паралимпийских играх. Вместе с категориями T11 и T13 классифицирует спортсменов с нарушением зрения.

## Описание
В данной категории выступают спортсмены у которых зрение классифицируется как очень слабое. Спортсмены этой категории могут видеть предметы на расстоянии не более 2-х метров, а угол зрения составляет всего 5 градусов. Острота зрения находится в пределах от 1,50 до 2,60 по диаграмме LogMAR chart. Легкоатлетам данной категории может помогать зрячий гид.